# طنة سوداء الفم
طنة سوداء الفم (الاسم العلمي: Tonna melanostoma) (بالإنجليزية: Black mouth tun)‏ هي نوع من الحيوانات يتبع جنس الطنة من الفصيلة الطنية.